# Іштван Тамашші
Іштван Тамашші (угор. István Tamássy, 7 серпня 1911 — дата смерті невідома) — угорський футболіст, що грав на позиції нападника, зокрема, за клуб «Уйпешт», а також національну збірну Угорщини.

## Клубна кар'єра
У футболі відомий за виступами в клубі «Уйпешт». 

## Виступи за збірну
1934 року дебютував в офіційних матчах у складі національної збірної Угорщини. Протягом кар'єри у національній команді, яка тривала 1 рік, провів у її формі 2 матчі.
Був присутній в заявці збірної на чемпіонаті світу 1934 року в Італії, але на поле не виходив.